# Didcot Parkway
Didcot Parkway – stacja kolejowa w mieście Didcot w hrabstwie Oxfordshire na liniach kolejowych Great Western Main Line i Cherwell Valley Line. Na stacji zatrzymują się pociągi pośpieszne. Od 1985 stacja pełni rolę park and ride. W pobliżu stacji znajduje się muzeum kolei Didcot Railway Centre.

## Ruch pasażerski
Ze stacji korzysta ok. 2 456 000 pasażerów rocznie (dane za rok 2009). Od 2002 roku zanotowano wzrost ruchu o 20%. Posiada bezpośrednie połączenia z Bristolem, Bath Spa, Londynem i Oksfordem. Pociągi odjeżdżają ze stacji w odstępach co najwyżej półgodzinnych w każdą stronę. 

## Obsługa pasażerów
Automat biletowy, kasa biletowa, przystanek autobusowy, postój taksówek, bufet, kiosk. Stacja dysponuje parkingiem samochodowym na 1227 miejsc i rowerowym na 166 miejsc.

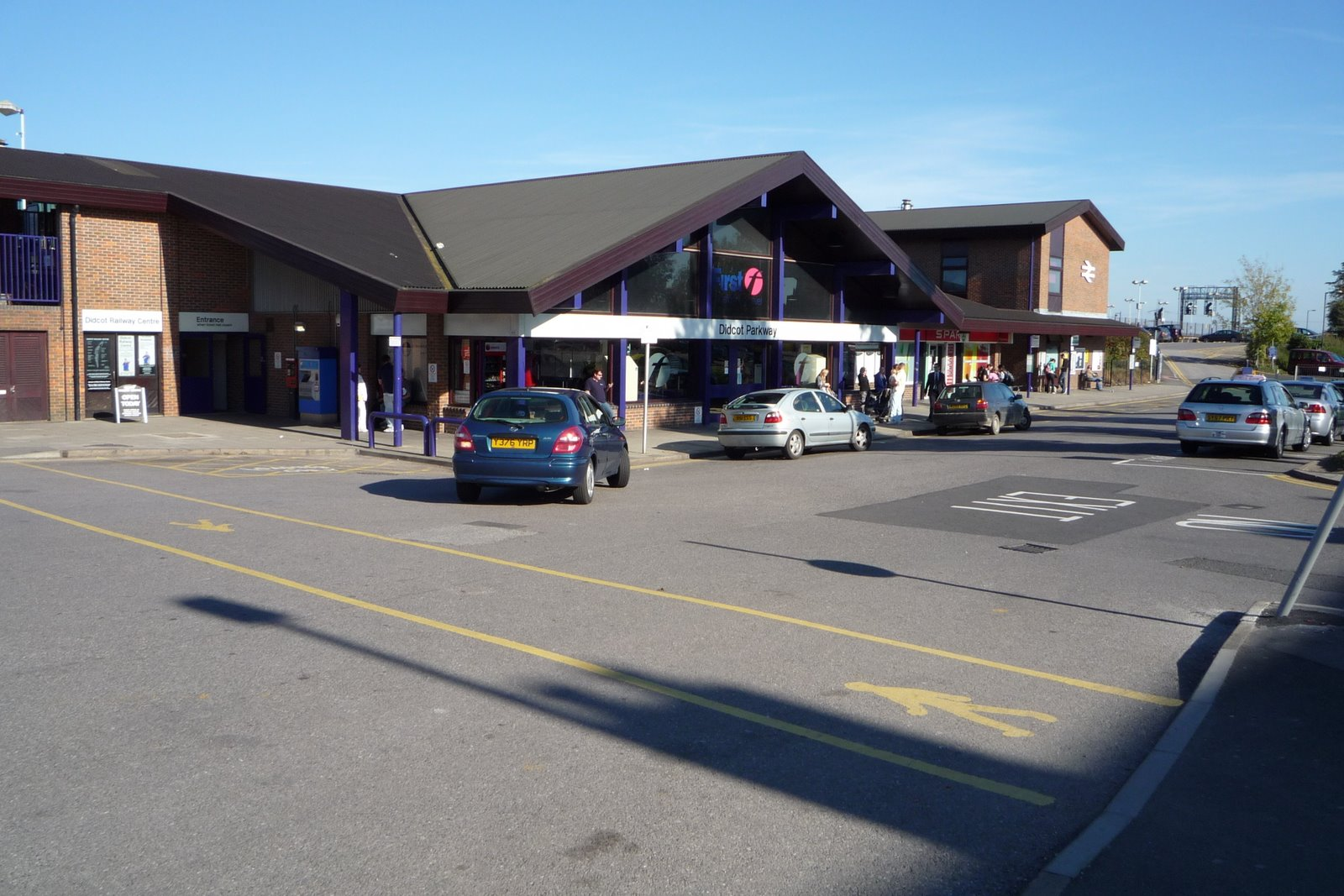
Didcot Parkway